# Rhodamnia hylandii
Rhodamnia hylandii là một loài thực vật có hoa trong Họ Đào kim nương. Loài này được N.Snow mô tả khoa học đầu tiên năm 2007.